# Lade
Lade (en grec antic Λάδη) és el nom de la més gran d'un grup d'illes al golf Làtmic (Sinus Latmicus), prop de Milet, enfront de la desembocadura del riu Meandre. Eren la protecció del port de Milet. Al segle i aC, segons Estrabó, s'havia convertit en un refugi de pirates.
Lade va ser coneguda per la batalla naval anomenada Batalla de Lade, on els jònics van ser derrotats pels perses l'any 494 aC i va suposar la fi de la Revolta jònica, segons Heròdot, Tucídides, Estrabó i Pausànies. Esteve de Bizanci diu que en seu temps estava habitada.